# Иконное
Ико́нное — озеро в России, располагается на востоке Александровского района Томской области, в междуречье притоков Оби, рек Пиковский Ёган и Киевский Ёган.
Озеро имеет продолговатую форму, вытянутую в широтном направлении, берега слабо изрезаны. Площадь водной поверхности озера составляет 9,41 км². Площадь водосборного бассейна — 26,7 км². Длина насчитывает около 5,7 км, ширина — 2,3 км. Находится на высоте 53,4 м над уровнем моря в западной части Западно-Сибирской равнины, в правобережье среднего течения Оби, в 7 км к северо-востоку от озера Большое. Острова отсутствуют. Значительные отмели у южного и северного берегов. Вода чистая и прозрачная.
Значительных притоков не имеет. Сток осуществляется через болота в Пиковский Ёган и Киевский Ёган и далее — в Обь. К югу расположились Окунёвые озёра, на северо-востоке — озеро Пюга.. Ближайшие населённые пункты — село Новоникольское в 34 км к юго-западу и посёлок Киевский в 35 км к юго-востоку.

## Данные водного реестра
По данным государственного водного реестра России относится к Верхнеобскому бассейновому округу, водохозяйственный участок — Обь от впадения реки Васюган до впадения реки Вах, речной подбассейн — Обь на участке от Васюгана до Ваха. Речной бассейн — (Верхняя) Обь до впадения Иртыша.
Код водного объекта в государственном водном реестре — 13010900111115200003111.